# Campeonato Mundial de Xadrez de 2016
O |match pelo Campeonato Mundial de Xadrez de 2016 foi uma disputa entre o então campeão mundial Magnus Carlsen e o desafiante Sergey Karjakin, vencedor do Torneio de Candidatos. O confronto ocorreu de 11 a 30 de novembro em Nova Iorque e esperava-se que fosse acompanhado, pela TV, por mais de um bilhão de pessoas. No início do match, Carlsen tinha 2852 pontos de rating ELO e Karjakin com 2772.

## Torneio de Candidatos de 2016
O Torneio de Candidatos de 2016, disputado de 10 a 30 de março, em Moscou e contou com a participação dos seguintes grandes mestres:
1. Viswanathan Anand (finalista do último campeonato mundial)
2. Hikaru Nakamura (um dos dois primeiros colocados do FIDE Grand Prix 2014–15)
3. Fabiano Caruana (um dos dois primeiros colocados do FIDE Grand Prix 2014–15)
4. Sergey Karjakin (um dos dois primeiros colocados da Copa do Mundo de Xadrez de 2015)
5. Peter Svidler (um dois primeiros colocados da Copa do Mundo de Xadrez de 2015)
6. Levon Aronian (convidado pela organização)
7. Veselin Topalov (melhor colocado na lista de rating)
8. Anish Giri (melhor colocado na lista de rating)

O grande mestre Sergey Karjakin foi o primeiro colocado com 8½ pontos em 14 possíveis e se tornou o desafiante ao título.
| N° | Jogador           | Rating | 1   | 2   | 3   | 4   | 5   | 6   | 7   | 8   | Total |
| -- | ----------------- | ------ | --- | --- | --- | --- | --- | --- | --- | --- | ----- |
| 1  | Sergey Karjakin   | 2760   | --  | ½ 1 | 1 0 | ½ ½ | ½ ½ | ½ ½ | 1 ½ | ½ 1 | 8½    |
| 2  | Fabiano Caruana   | 2794   | ½ 0 | --  | ½ 1 | ½ ½ | ½ ½ | ½ ½ | ½ 1 | ½ ½ | 7½    |
| 3  | Viswanathan Anand | 2762   | 0 1 | ½ 0 | --  | ½ ½ | 1 ½ | ½ 1 | ½ 0 | 1 ½ | 7½    |
| 4  | Anish Giri        | 2793   | ½ ½ | ½ ½ | ½ ½ | --  | ½ ½ | ½ ½ | ½ ½ | ½ ½ | 7     |
| 5  | Peter Svidler     | 2757   | ½ ½ | ½ ½ | 0 ½ | ½ ½ | --  | ½ 1 | ½ ½ | ½ ½ | 7     |
| 6  | Levon Aronian     | 2786   | ½ ½ | ½ ½ | ½ 0 | ½ ½ | ½ 0 | --  | 1 ½ | 1 ½ | 7     |
| 7  | Hikaru Nakamura   | 2790   | 0 ½ | ½ 0 | ½ 1 | ½ ½ | ½ ½ | 0 ½ | --  | 1 1 | 7     |
| 8  | Veselin Topalov   | 2780   | ½ 0 | ½ ½ | 0 ½ | ½ ½ | ½ ½ | 0 ½ | 0 0 | --  | 4½    |

## Match pelo título
O match foi disputado em uma melhor de 12 partidas. Se o encontro terminasse empatado na 12ª partida, partidas-desempate de xadrez rápido seriam disputadas. Carlsen obteve a pontuação vencedora de 6,5 pontos já na décima primeira, mantendo o título de campeão mundial. A bolsa de premiação da competição foi de 1 milhão de euros.
O controle de tempo foi de 1 hora e 40 minutos para os primeiros 40 lances, mais 50 minutos para os próximos 20 lances, e 15 minutos para o restante da partida, com um incremento de 30 segundos por lance a partir do lance 1.
Até a disputa do campeonato mundial, Carlsen e Karjakin haviam se enfrentado 32 vezes em partidas de xadrez clássico. Carlsen havia vencido cinco partidas, Karjakin duas e 25 terminaram empatadas.

### Datas e resultados
| Data           | Dia           | Evento                |
| -------------- | ------------- | --------------------- |
| 10 de novembro | Quinta-feira  | Cerimônia de abertura |
| 11 de novembro | Sexta-feira   | Partida 1             |
| 12 de novembro | Sábado        | Partida 2             |
| 13 de novembro | Domingo       | Dia de descanso       |
| 14 de novembro | Segunda-feira | Partida 3             |
| 15 de novembro | Terça-feira   | Partida 4             |
| 16 de novembro | Quarta-feira  | Dia de descanso       |
| 17 de novembro | Quinta-feira  | Partida 5             |
| 18 de novembro | Sexta-feira   | Partida 6             |
| 19 de novembro | Sábado        | Dia de descanso       |
| 17 de novembro | Domingo       | Partida 7             |

| Data           | Dia           | Evento                    |
| -------------- | ------------- | ------------------------- |
| 21 de novembro | Segunda-feira | Partida 8                 |
| 22 de novembro | Terça-feira   | Dia de descanso           |
| 23 de novembro | Quarta-feira  | Partida 9                 |
| 24 de novembro | Quinta-feira  | Partida 10                |
| 25 de novembro | Sexta-feira   | Dia de descanso           |
| 26 de novembro | Sábado        | Partida 11                |
| 27 de novembro | Domingo       | Dia de descanso           |
| 28 de novembro | Segunda-feira | Partida 12                |
| 29 de novembro | Terça-feira   | Dia de descanso           |
| 30 de novembro | Quarta-feira  | Partida de desempate      |
| 30 de novembro | Quarta-feira  | Premiações e encerramento |

Os jogos começam às 14 horas no horário local (Nova Iorque).
| Jogador         | Rating | 1 | 2 | 3 | 4 | 5 | 6 | 7 | 8 | 9 | 10 | 11 | 12 | Total | 13 | 14 | 15 | 16 | Total |
| --------------- | ------ | - | - | - | - | - | - | - | - | - | -- | -- | -- | ----- | -- | -- | -- | -- | ----- |
| Magnus Carlsen  | 2840   | ½ | ½ | ½ | ½ | ½ | ½ | ½ | 0 | ½ | 1  | ½  | ½  | 6     | ½  | ½  | 1  | 1  | 9     |
| Sergey Karjakin | 2775   | ½ | ½ | ½ | ½ | ½ | ½ | ½ | 1 | ½ | 0  | ½  | ½  | 6     | ½  | ½  | 0  | 0  | 7     |